# چارلز میدلتون (هنرپیشه)
چارلز میدلتون (انگلیسی: Charles Middleton؛ ‏ ۳ اکتبر ۱۸۷۴ – ۲۲ آوریل ۱۹۴۹) هنرپیشه اهل ایالات متحده آمریکا بود.

## گزیده فیلمشناسی
از فیلم‌ها یا برنامه‌های تلویزیونی که وی در آن نقش داشته‌است می‌توان به آثار زیر اشاره کرد.
- جایزه یک میلیون دلاری (۱۹۲۰)
- استقبال از خطر (۱۹۲۹)
- فریاد دوردست (۱۹۲۹)
- الکساندر همیلتون (۱۹۳۱)
- بیوهانکز (۱۹۳۱)
- ممنوع (فیلم ۱۹۳۲) (۱۹۳۲)
- قاتل حرفه‌ای (فیلم ۱۹۳۲) (۱۹۳۲)
- زحمت را کم کن (۱۹۳۲)
- فراری از گروه مجرمان (۱۹۳۲)
- دکتر بول (۱۹۳۳)
- سوپ اردک (فیلم ۱۹۳۳) (۱۹۳۳)
- برادوی بیل (۱۹۳۴)
- ترمیم‌کنندگان زناشویی (۱۹۳۵)
- قایق نمایش (۱۹۳۶)
- فلش گوردون (مجموعه) (۱۹۳۶)
- خاک خوب (فیلم) (۱۹۳۷)
- آخرین قطار از مادرید (۱۹۳۷)
- فتح (فیلم) (۱۹۳۷)
- جزبل (فیلم) (۱۹۳۸)
- کنتاکی (فیلم) (۱۹۳۸)
- جسی جیمز (فیلم ۱۹۳۹) (۱۹۳۹)
- خوارز (فیلم) (۱۹۳۹)
- باج‌گیری (فیلم ۱۹۳۹) (۱۹۳۹)
- شیطان‌های پرنده (۱۹۳۹)
- بربادرفته (فیلم ۱۹۳۹) (۱۹۳۹)
- آبه لینکلن در ایلینوی (۱۹۴۰)
- خوشه‌های خشم (فیلم) (۱۹۴۰)
- ویرجینیا سیتی (فیلم) (۱۹۴۰)
- بریگم یانگ (فیلم) (۱۹۴۰)
- مسیر سانتافه (فیلم) (۱۹۴۰)
- وسترن یونیون (فیلم) (۱۹۴۱)
- گروهبان یورک (فیلم) (۱۹۴۱)
- دو هفته برای زندگی (۱۹۴۳)
- جلادان هم می‌میرند (۱۹۴۳)
- آدم‌کش‌ها (فیلم ۱۹۴۶) (۱۹۴۶)
- جک آرمسترانگ (سریال) (۱۹۴۷)
- هفت‌تیرکش‌ها (فیلم) (۱۹۴۷)